# Sindelhöyük
Sindelhöyük est un bourg du centre de la Turquie situé dans la province de Kayseri, dans le district de Develi.